# جيمس بريكنريدج
جيمس بريكنريدج (بالإنجليزية: James Breckinridge)‏ (و. 1763 – 1833 م) هو سياسي، ومحام من الولايات المتحدة الأمريكية ولد في مقاطعة بوتيتورت.